# 罗萨里
罗萨里（拉丁語：Rothari；约606—652年）是倫巴底王國国王（公元636年-652年在位）。他颁布了伦巴第人的第一本书面法律汇编《罗萨里敕令》。

## 生平
罗萨里是伦巴第贵族，早年曾任布雷西亚公爵。636年，国王阿里奥德逝世，罗萨里迎娶其孀妻贡德贝加并被选为伦巴第国王。其第一任妻子姓名不明，是罗多瓦尔德的母亲，在罗萨里继承王位后被放逐。
伦巴第王国在罗萨里的铁腕统治下迅速扩张。他在640年前后占领了热那亚和卢尼，将罗马人彻底逐出了利古里亚。643年，罗萨里利用阿拉伯人入侵的混乱进攻东罗马帝国的拉文纳总督区，在帕納羅河击败了东罗马军队，随后摧毁了奥德尔佐并占领了波河下游的大片领土，将东罗马逼退到拉文納沼泽，但未能消灭拉文纳总督区。

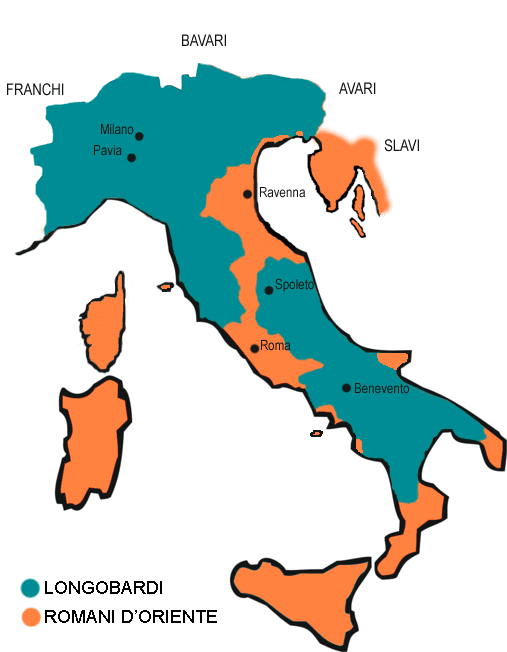
罗萨里统治时期的意大利，图中青色表示伦巴第人国家，包括北意大利的倫巴底王國与南意大利的斯波莱托公国和贝内文托公国，橙色表示東羅馬帝國

643年11月22日，罗萨里汇编了日耳曼习惯法，在集会（拉丁語：Gairethinx）中颁布了第一部伦巴第成文法典《罗萨里敕令》。敕令主要反映了日耳曼人的社会制度，受罗马法与教会法影响较少，文本以通俗拉丁语写成，日耳曼文化特有的词汇则未予翻译。《罗萨里敕令》用制度化的金钱补偿取代了同态复仇，是此后其他伦巴第法典的基础。
罗萨里信奉阿里烏教派，但实行宗教宽容政策，并未迫害其他教派。
652年，在位16年后，罗萨里逝世。传统文献声称他被葬于狄奥多琳达所修的蒙扎大教堂，其坟墓很快被盗，亦有人认为罗萨里葬于贡德贝加修建的帕維亞的圣若望多纳鲁姆教堂——无论如何，罗萨里葬于天主教教堂。其子罗多瓦尔德继承王位，在缺乏稳定的世袭继承的伦巴第王国，这意味着罗萨里享有公认的权威。